# III. Borisz bolgár cár
III. Borisz (Szófia, 1894. január 30. – Szófia, 1943. augusztus 28.) 1918-tól haláláig Bulgária cárja.

## Élete
1894-ben született. Apja I. Ferdinánd, az ország első újkori cárja volt az oszmán uralom után. Maga Borisz is az udvarban nevelkedett. 1918-ban, apja lemondása után III. Borisz néven Bulgária második újkori cárja. Miniszterelnökeivel megindítja országát a nyugati fejlődés felé. 1943-ban, tisztázatlan körülmények között hunyt el. Utóda hatéves fia, II. Simeon volt.